# Ephies thailandensis
Ephies thailandensis là một loài bọ cánh cứng trong họ Cerambycidae.